# Moped
Un moped (sau: ciclomotor) este un vehicul cu două, trei sau patru roți, a cărui viteză maximă prin construcție nu depășește 45 km/h și care este echipat cu un motor cu ardere internă, cu aprindere prin scânteie, cu o capacitate cilindrică ce nu depășește 50 cm³ sau cu un alt motor cu ardere internă ori, după caz, electric, a cărui putere nominală este de cel mult 4 kW. 
În circulația pe drumurile publice mopedul trebuie să fie echipat cu : 
- a) instalație de frânare eficace;
- b) sistem de avertizare sonoră;
- c) instalație de evacuare a gazelor de ardere care să respecte normele de poluare fonică și de protecție a mediului;
- d) lumină de culoare albă în față, respectiv lumina și dispozitiv fluorescent-reflectorizant de culoare roșie în spate;
- e) lumini de culoare galbenă pentru semnalizarea schimbării direcției de mers, în față și în spate;
- f) plăcuță cu numărul de înregistrare, amplasată la partea din spate a mopedului fără a obtura vizibilitatea sistemului de iluminare și semnalizare.

Articolul 36 Alineatul (2) : „Pe timpul deplasării pe drumurile publice, conducătorii motocicletelor, mopedelor și persoanele transportate pe acestea au obligația să poarte casca de protecție omologată.” 
Articoulul 44 : „Conducătorii motocicletelor și mopedelor sunt obligați să folosească luminile de întâlnire pe toată durata deplasării acestora pe drumurile publice.” 